# Ibn Idris I
Abd-Al·lah Muhàmmad ibn Idrís ibn Muhàmmad al-Azammurí al-Amrawí al-Fassí, més conegut simplement com a Ibn Idrís (m. en 1847) fou visir del Marroc a la primera meitat del segle xix.
D'origen modest, va escriure algunes obres històriques que va presentar al príncep mulay Abd al-Rahman ben Hisham. Quan aquest va pujar al tron el 1822, Ibn Idrís fou nomenat visir en el lloc de l'historiador Akansus. El 1831 va caure en desgràcia i fou destituït, torturat i empresonat, però el 1835 va recuperar la confiança del sultà i fou restablert com a visir i a més a més va rebre el càrrec de hàjib, càrrecs que va conservar fins al 1847. Llavors, quan intentava negociar (segurament d'amagat del sultà) amb Abd el-Kader d'Algèria), el sultà el va fer maltractar i aquests maltractaments van causar la seva mort el 12 o 13 de desembre de 1847. Es diu també que el sultà el volia mort perquè Ibn Idris coneixia alguns actes seus contraris a la moral musulmana.
Va deixar una gran fortuna al seu fill Ibn Idris II.